# Danuta Przeworska-Rolewicz
Pour les articles homonymes, voir Przeworski et Rolewicz.
Danuta Przeworska-Rolewicz (née le 25 mai 1931 à Varsovie, décédée le 23 juin 2012 à Varsovie) est une mathématicienne polonaise, membre de l'Institut de mathématiques de l'Académie polonaise des sciences.

## Carrière
Elle est née dans la famille de l'archéologue Stefan Przeworski (pl) et de sa femme Janina. Après le déclenchement de la Seconde Guerre mondiale, elle participe au mouvement de résistance dans son enfance et combat également lors de l'Insurrection de Varsovie. Après avoir obtenu son diplôme d'études secondaires, elle commence à étudier à la Faculté de mathématiques de l'université de Varsovie, où en 1956, elle obtient une maîtrise. Puis elle commence des travaux de recherche à l'Institut mathématique de l'Académie polonaise des sciences. En 1958, elle obtient son doctorat avec une thèse intitulée O układach równań całkowych mocno-osobliwych (Sur les systèmes d'équations intégrales fortement singulières), sous la direction de Witold Pogorzelski (pl) , et en 1964, elle soutient sa thèse d'habilitation. De 1954 à 1960, elle travaille comme assistante et chargée de cours à l'Université de technologie de Varsovie, à partir de 1960, elle enseigne à l'Institut de mathématiques de l'Académie polonaise des sciences. À partir du semestre 1973/1974, elle enseigne pendant un an au Département de Cybernétique de l'Université Militaire de Technologie, elle donne des cours d'analyse algébrique en utilisant une méthode expérimentale de sa propre invention. En 1974, elle obtient le titre de professeur de sciences mathématiques  . Neuf scientifiques ont obtenu un doctorat sous sa direction. Les réalisations scientifiques comprennent cent quarante articles scientifiques, quarante-cinq publications didactiques et scientifiques, sept monographies et quatre manuels. Danuta Przeworska-Rolewicz est l'initiatrice des conférences internationales organisées à Varsovie intitulées "Systèmes différentiels fonctionnels et systèmes associés", qui ont lieu en 1979, 1981, 1983 et 1985, puis "Divers aspects de la différentiabilité" en 1993 et 1995 (avec Piotr Antosik (pl) et Krystyna Skórnik, et en 1995 également avec Ryszard Rudnicki (pl)).
Le 23 août 1980, elle se joint à l'appel de 64 (pl) universitaires, écrivains et publicistes aux autorités communistes pour un dialogue avec les grévistes  .
Danuta Przeworska-Rolewicz a été distinguée par une note biographique dans les dictionnaires biographiques internationaux "Who's Who in the World" (1978/79), "5000 personalities of the World" (American Biograph. Institut, 1984).

## Vie privée
Elle est mariée au mathématicien polonais Stefan Rolewicz (1932-2015). Elle est enterrée au cimetière militaire de Powązki à Varsovie (section G-2-2/3)  .

## Adhésions
- Membre du conseil scientifique de l'institut de mathématiques de l'université de technologie de Varsovie (1981-1996);
- Membre du conseil scientifique de l'Institut mathématique de l'Académie polonaise des sciences (1991-1996);
- Membre du comité de rédaction de "Demonstratio Mathematica" (une revue internationale publiée par l'Université de technologie de Varsovie) (depuis 1987);
- Membre du comité de rédaction de « Scientiae Mathematica » (un journal en ligne associé à « Matematica Japonica » (depuis 1997) ;
- Membre du comité de rédaction de "Matematica Japonica et de Fractional Calculus and Applied Analysi's" (depuis 1998).

## Prix et distinctions
- Croix de l'Insurrection de Varsovie (pl) (1982);
- Croix d'or du mérite (1985);
- Prix Stefan-Banach de la Société mathématique polonaise (1969) avec Stefan Rolewicz ;
- Prix de l'Académie polonaise des sciences (1972);
- Prix de l'Akademie der Wissenschaften der DDR et de l'Académie polonaise des sciences (1978).